# Turnera grandidentata
Turnera grandidentata är en passionsblomsväxtart som först beskrevs av Urban, och fick sitt nu gällande namn av M.M. Arbo. Turnera grandidentata ingår i släktet Turnera och familjen passionsblomsväxter. Inga underarter finns listade i Catalogue of Life.